# التنوير عند بوزويل
التنوير عند بوزويل Boswell's Enlightenment- هي دراسة أجريت عام 2015 لكاتب السيرة الذاتية وكاتب
اليوميات الاسكتلندي جيمس بوزويل بقلم روبرت زاريتسكي. يحلل زاريتسكي في الكتاب محاولات بوزويل للتعامل مع "الأسئلة العظيمة التي تتناول معنى الحياة ونهاياتها، والتي جلبها عصر التنوير إلى الوجود".

## ملخص
يركز كتاب التنوير عند بوزويل على جولة بوزويل الكبرى في القارة الأوروبية، عندما قدم نفسه لعدد من المفكرين والشخصيات السياسية البارزة، بما في ذلك صموئيل جونسون، وجان جاك روسو، وديفيد هيوم، وباسكوالي باولي، وجون ويلكس، وفولتير. يؤكد زاريتسكي أنه على الرغم من الشخصية السخيفة التي كان يُنظر إليها أحيانًا على بوزويل، إلا أن فضوله الذي لا يمكن كبته ورغبته في تملق نفسه مع الشخصيات البارزة في ذلك الوقت جعلت منه شخصية ممثلة لعصر التنوير. يكتب زاريتسكي:"على الرغم من أنه كان يبحث عن رجال ونساء أكبر من الحياة ويحيط نفسه بهم، إلا أن بوزويل كان مثلنا، ولكن أكثر من ذلك. في تقلباته العظيمة من النشاط والضعف، ولحظات البصيرة العظيمة والضعف الكبير، لم يجسد بوزويل الشكوك والآمال الدائمة التي تميز العصر الحديث فحسب، بل عبر عنها أيضًا بأمانة فكرية وبراعة فنية لا تقل ديمومة.

## تقديم
تلقى كتاب التنوير عند بوزويل مراجعات إيجابية في الغالب. تمت مراجعته من قبل المنشورات الكبرى في كل من المملكة المتحدة والولايات المتحدة. أشاد أندرو أوهاغان بتنوير بوزويل في مجلة نيويورك ريفيو أوف بوكس: "يرفض زاريتسكي بشكل مفيد وصحيح رؤية التنوير على أنه مجرد شيء واحد. لكن بالنسبة لبوزويل كان دائمًا حركة، أو حركات، لتحل محل يقين الأنظمة مع تقلبات الذات.... اتضح أن كتاب زاريتسكي هو كتاب تمهيدي لنوع المنطق الذي يجعل شخصًا مثل بوزويل، لأنه يُظهر قوة الشخصية الفردية في الفعل في فترة ما من أفضل الكتاب في عصره لقد رفع بوزويل طرقًا ليصبح نفسه أكثر شمولاً."ومضى أوهاغان في وصف أهمية بوزويل كما هو موضح في كتاب زاريتسكي:" إن بوزويل رجل عصره، ويسعد المرء أن يتابع رحلته الجريئة، برعاية زاريتسكي، ليرى بالضبط كيف شكلت تجربته الفكرية الشخص الذي أحببناه: منفتح، ومعزز للذات، وكاره للذات، ومضحك. . غيَّر بوزويل قواعد اللعبة، مضيفًا إلى فن العيش على الصفحة. الكتاب السابقون لديهم طبيعتهم (بيبيس، ديفو، مونتين، وكذلك الإنجيليون)، ولكن فقط مع بوزويل بدأنا نلاحظ موهبة جديدة وحديثة في التكيف الذاتي. في كتاب زاريتسكي نرى تأثير عقل عظيم على عقل آخر، مرارا وتكرارا، وهكذا نرى تطور أسلوب بوزويل النثري المبهر".
قدم ستيوارت كيلي أيضًا مراجعة مدح في الاسكتلندي: "يبدو هذا وكأنه المجلد الأول من عمل أكبر. إنه يدور حول أن يصبح بوزويل، وليس أن يكون بوزويل، ويسلط زاريتسكي الضوء بخبرة على النقاط التي يفحص فيها بوزويل نفسه حول من يمكن أن يكون أو لا يكون. إنها مقدمة أكثر من كونها أوبرا، لكنه قرر ذلك في النهاية، وهذا القرار مهم، حتى لو لم يتمكن أبدًا من جعل معتقداته وأفعاله متوافقة أخلاقياً. كان ستيف دونوغو، الذي كتب في صحيفة كريستيان ساينس مونيتور، متشككًا في حجة زاريتسكي بأن بوزويل كان شخصية تنويرية مهمة. "في الواقع، كانت جولة بوزويل شأنًا متداعيًا تمامًا ونموذجيًا .. كان سلوكه خلال سنوات الجولة الكبرى هذه من نفس القماش، فإن تصويره على أنه أي نوع من الصور الرمزية للتنوير هو، بعبارة ملطفة، نوع من المبالغة. أشادت تقييمات كيركوس بالكتاب كثيرًا: "هذا العرض الرائع لبوزويل يتعمق في تحقيقاته، ويستفسر عن الحياة والأصدقاء السريعين الذين أقامهم عند كل منعطف."
وخلص فريتز لانهام في هيوستن كرونيكل إلى أن "بوزويل يظل شخصية جذابة لأنه صارع بحماس شديد الشكوك والأسئلة الكبرى للحياة التي لا تزال تشغلنا، صغارًا وكبارًا. إن تنوير بوزويل هو مقدمة سهلة القراءة وذكية ويمكن الوصول إليها عن الذات". شاب مستغرق ولكنه محبوب يذكرنا بأن عصر التنوير كان أيضًا عصر الوفرة. ربما قدم جيمس كامبل، كاتب صحيفة الغارديان، المراجعة الأكثر سلبية للمطبوعات الرئيسية التي تناولت الكتاب: "يقدم بوزويل النموذج المثالي لتجربة قديمة وجديدة من النوع الذي يؤديه زاريتسكي: رجل في المنزل في صالونات الموسيقى". عصر التنوير، لكنه بالكاد كان مفكرًا مستنيرًا... على الرغم من أن كتاب التنوير الذي كتبه بوزويل يبلغ طوله 288 صفحة فقط، إلا أنه يشعر بأنه مبطّن، وتجبره الخلفية الأكاديمية على إدراج إشارات إلى زملائه في هذا المجال، كما لو كان يفعل ذلك "أعط دعمًا علميًا للتأكيدات التي تقترب من الواضح.... قد يسأل القراء أنفسهم لماذا لا يقرأون مجلة بوزويل بدلاً من ذلك."